# 西北聖路易斯 (明尼蘇達州)
西北聖路易斯（英語：Northwest St. Louis）是位於美國明尼蘇達州聖路易斯縣的一個未組織地區。

## 地方資料
西北聖路易斯的面積為1756.82平方千米，當中陸地面積為1499.01平方千米，而水域面積為257.80平方千米。根據2020年美國人口普查的數據，當地共有人口275人，而人口密度為每平方千米0.16人。